# Алты-Улук
Алты́-Улу́к (также Ново-Захаровка; укр. Алти-Улук, крымскотат. Altı Uluq, Алты Улукъ) — исчезнувшее село в Раздольненском районе Республики Крым, располагавшийся в северо-восточной части района в степном Крыму, примерно в 2,5 километрах восточнее современного села Ботаническое.

## История
Впервые в исторических документах Ново-Захаровка (он же Алты-Улук) встречается в Статистическом справочнике Таврической губернии. Ч.II-я. Статистический очерк, выпуск пятый Евпаторийский уезд, 1915 год, согласно которому на хуторе Ново-Захаровка (Зах. Мин. Бредихина) Коджанбакской волости Евпаторийского уезда числилось 2 двора с русским населением в количестве 15 человек приписных жителей и 60 — «посторонних», из которых 53 мужчин и 22 женщин. При хуторе числилось 1328 десятин удобной земли. В хозяйстве имелось 45 лошадей, 20 волов, 11 коров и 190 голов мелкого скота.
После установления в Крыму Советской власти, по постановлению Крымревкома от 8 января 1921 года № 206 «Об изменении административных границ» была упразднена волостная система и в составе Евпаторийского уезда был образован Бакальский район, в который включили село, а в 1922 году уезды получили название округов. 11 октября 1923 года, согласно постановлению ВЦИК, в административное деление Крымской АССР были внесены изменения, в результате которых округа были отменены, Бакальский район упразднён и село вошло в состав Евпаторийского района. Согласно Списку населённых пунктов Крымской АССР по Всесоюзной переписи 17 декабря 1926 года, в селе Алты-Улук (Ново-Захарьево), Атайского (немецкого) сельсовета Евпаторийского района, числилось 7 дворов, из них 5 крестьянских, население составляло 24 человека, из них 20 русских и 4 татарина. Постановлением ВЦИК РСФСР от 30 октября 1930 года был создан Фрайдорфский еврейский национальный район (переименованный указом Президиума Верховного Совета РСФСР № 621/6 от 14 декабря 1944 года в Новосёловский) (по другим данным 15 сентября 1931 года) и село включили в его состав. Последний раз Алты-Улук встречается на карте 1931 года.